# Architype Renner
Architype Renner is een geometrisch schreefloos lettertype gebaseerd op de experimentele alternatieve karakters van het in 1927-1929 door Paul Renner ontworpen lettertype Futura voor de Bauer letteruitgeverij.
Renners originele ontwerp voor Futura vertoont invloeden van Herbert Bayers experimentele Architype Bayer alfabet.
De alternatieve karakters die Renner had bedacht voor Futura zijn veelal verdwenen uit het lettertype, hetgeen resulteerde in een conventioneel en meer economisch succesvolle letter.
Alternatieve karakters zijn in dit alfabet beschikbaar voor de kleine letters 'a' 'g' 'h', sommige punctuele tekens, en hoofdletters met (Duitse) accenten. Zowel uithangende cijfers als tabelcijfers zijn aanwezig.
Architype Renner maakt, naast vergelijkbare Architype lettertypen deel uit van een serie vroeg-twintigste-eeuwse experimentele lettertypen, in 1997 gedigitaliseerd door Freda Sack en David Quay van The Foundry in Londen.